# 王洼堡石桥
王洼堡石桥是位于中华人民共和国山西省广灵县壶泉镇王洼堡村南的一座清代石桥。石桥建于清光绪二年（公元1876年），略有残损。石桥呈南北走向，长为14米，宽为4.1米、高为6.9米。桥跨度3.5米，仅一孔，洞高3.9米，桥洞上方各嵌一青石质匾，东西两侧分别刻有“鞏固”、“奠安”，东侧为阳刻楷书。桥面铺石板。石桥的八字形防水墙保存良好。2009年，第三次全国文物普查中，大同市文物普查二队发现了这座石桥。2011年10月24日，王洼堡石桥登录为第三批大同市文物保护单位。